# Symphonia albioculalis
Symphonia albioculalis là một loài bướm đêm trong họ Crambidae.